# Александър Ангелов (кмет)
Александър Ангелов Ангелов е кмет на Видин от 30 септември 1944 г. до 1948 г.

## Биография
Роден е на 12 август 1890 г. Има принос в благоустрояването на града, особено в павирането на главните градски артерии и оформяне на обществените паркове и градини. Освободен е от кметската длъжност по негова молба поради умствена преумора.
Умира на 8 април 1958 г.